# Barrage de Kaunas
Le barrage de Kaunas est un barrage hydroélectrique situé en amont de la ville de Kaunas sur la Niémen en Lituanie. Il est construit en 1960, il a été rénové entre 2005 et 2006. Il est possédé par Lietuvos Energija. Il a une capacité de 100 MW. Elle est associée à la centrale de Kruonis.